# Čistilna krhlika
Čistílna krhlíka ali čistílna kózja čéšnja (znanstveno ime Rhamnus cathartica) je od enega do pet metrov visok listopadni grm ali redkeje drevo. 

## Opis
Čistilna krhlika se od navadne krhlike loči po nižji rasti in ima temnejšo skorjo, ki je bolj bleščeča in bolj gladka. Vejice čistilne krhlike imajo na vilicah bodice. Listi so dlakavi in na robovih nazobčani. 
Cvetovi so svetlo zelene barve, iz oplojenih pa se razvijejo plodovi, ki so drobne, do 8 mm velike črnikasto modre kroglice. Čistilna krhlika cveti maja in junija, plodovi pa so zreli septembra in oktobra.

## Razširjenost in uporabnost
Grmi čistilne krhlike najbolje uspevajo na apnenčastih tleh med ostalim grmovjem. Najpogosteje jo najdemo v suhih gozdnih obronkih in ob poteh. Domovina vrste je Evropa, severozahodna Afrika in zahodna Azija. Na severu uspeva do britanskega otočja, na jugu pa do Maroka. Na vzhodu jo je mogoče najti vse do Kirgizistana.
Kasneje so jo kot okrasno drevo zanesli v Severno Ameriko, kjer je kasneje postala invazivna vrsta.
Plodovi vsebujejo antrakinone in flavonoide, zaradi česar se v ljudskem zdravilstvu uporabljajo ob kroničnem zaprtju. Odvajajo rahlo in počasi, kljub temu pa niso priporočljivi za otroke in dolgotrajno uporabo.